# Brachypimpla latipetiolator
Brachypimpla latipetiolator là một loài tò vò trong họ Ichneumonidae.